# Кишинівська вулиця (Київ)
Кишині́вська ву́лиця — вулиця в Солом'янському районі Києва, місцевості Олександрівська слобідка, Пронівщина. Пролягає від початку забудови (тупик) до Дачної вулиці. 
Прилучаються вулиці Олексіївська, Сім'ї Житецьких (двічі), Катерини Ступницької (двічі), Азовська.

## Історія
Вулиця виникла на межі 1940–50-х років під назвою 478-ма Нова. Сучасну назву отримала 1953 року, від міста Кишинів, столиці республіки Молдова.

## Особливості вулиці
Вулиця складається з двох окремих частин, між якими перерва в проляганні, викликана особливостями рельєфу — там знаходиться урвище.